# Блакитна нота
«Блакитна нота» («La note bleue») — французька біографічна кінодрама 1991 року, знята режисером Анджеєм Жулавським. Фільм оповідає про останнє літо в житті композитора Фридерика Шопена.

## Сюжет
Фільм описує літню зустріч відомих митців та інтелектуалів у маєтку Жоржа Санд у Ноан-Вік 1846 року. Серед гостей — Фредерік Шопен, Ежен Делакруа, Поліна Віардо, Іван Тургенєв, Адальберт Гжимала, Лаурі Чосновська і Фернанд де Преол. Сюжет фільму зав'язується навколо складних стосунків і конфліктів між цими персонажами. Шопен страждає від пневмонії, одержимий завершенням своїх недописаних композицій і відкидає залицяння Соланж, дочки Жоржа. Сама Жорж є самопроголошеною соціалісткою, відмовляється від своїх слуг і критикує Тургенєва за те, що він усе ще має слуг у Росії. Під час обіду Жорж шокує інших гостей, заявивши, що в кожному повстанні через образи є щось хороше. Історія триває з побічними сюжетами, пов'язаними з вкраденим коханням, таємними романами, фізичними травмами і хворобами, і навіть пожежею. Фільм закінчується тим, що Жорж читає зі свого останнього роману, поки гості оголошують свої плани на майбутнє на сцені перед дивними істотами в підвалі, а Шопен і Жорж залишаються наодинці, коли пожежа вирує за вікном.

## У ролях
- Януш Олійничак — Фридерик Шопен
- Феодор Аткін — Ежен Делакруа
- Марі-Франс Пізьє — Жорж Санд
- Софі Марсо — Соланж Санд
- Серж Ренко — Іван Тургенєв
- Орельєн Рекуан — Огюст Клезінгер
- Реджеп Митровиця — Александр Дюма-син
- Ноемі Надельман — Поліна Віардо
- Серж Рідо — Луї Віардо
- Бенуа Ле Пек — Моріс Санд
- Жиль Детруа — Фернан де Преоль
- Роман Вільгельмі — Альберт Гжимальда
- Теофіль Сов'є — Карамбе
- Павел Слаби — Жан
- Клеман Арарі — Демогоргон
- Бенедикта Луайєн — Лін
- Жан-Жиль Барб'є — епізод
- Паскаль Лорен — епізод
- Гражина Дильонг — Лаура Чосновська

## Знімальна група
- Режисер — Анджей Жулавський
- Сценарист — Анджей Жулавський
- Оператор — Анджей Ярошевич
- Продюсери — Крістіан Феррі, Марія-Лаура Рейра
- Композитор — Фридерик Шопен